# Kina
La kina és la moneda oficial de Papua Nova Guinea. Normalment s'abreuja K i el codi ISO 4217 és PGK. Se subdivideix en 100 toea. Tant el nom de la moneda com el de la seva fracció fan referència a un parell de petxines molt apreciades i utilitzades tradicionalment com a unitat de canvi.
Es va adoptar el 19 d'abril del 1975 arran de la independència de l'estat, en substitució del dòlar australià (AUD) en termes paritaris (1 PGK = 1 AUD).
Emesa pel Banc de Papua Nova Guinea (en anglès Bank of Papua New Guinea), en circulen monedes de 5, 10, 20 i 50 toea i d'1 kina, i bitllets de 2, 5, 10, 20, 50 i 100 kina. Cal destacar que les emissions més recents dels bitllets són fetes de polímer, un plàstic especial, en comptes del paper acostumat.

## Taxes de canvi
A 14 de febrer del 2024:
- 1 EUR = 4,0193198 PGK
- 1 USD = 3,7394924 PGK